# Totem Pole (Monument Valley)
Pour les articles homonymes, voir Totem Pole.
Le Totem Pole est une flèche rocheuse située à Monument Valley. C'est un vestige fortement érodé d'une butte.
Les déserts de la fin de la période permienne, il y a 260 millions d'années, ont formé les grès qui composent les buttes, totems et mesas de Monument Valley.
Le Totem Pole s'élève à côté d'un ensemble de flèches plus épaisses que les Navajos appellent Yei Bi Chei.

## Escalade
Le Totem Pole est escaladé pour la première fois du 11 au 13 juin 1957 par Bill Feuerer, Jerry Gallwas, Mark Powell et Don Wilson. La première voie d'ascension est cotée 5,10 YDS A2 dans le YDS. Un deuxième itinéraire appelé Never Never Land est escaladé en 1979.
Des parties du thriller de 1975 La Sanction du réalisateur américain Clint Eastwood sont tournées autour du Totem Pole. Selon l'auteur Ron Hogan, « [e]n plus de diriger et de jouer dans La Sanction, Clint Eastwood fait toutes ses propres cascades pendant les séquences d'escalade. » Hogan ajoute en outre qu'Eastwood et son équipe de tournage « ont été les dernières personnes à escalader le totem de Monument Valley. Afin d'obtenir l'autorisation de tournage, ils ont dû accepter de nettoyer le flanc de la montagne de tous les pitons des expéditions d'escalade précédentes. »